# براك الصوري
براك الصوري (1974 - ) هو شاعر كويتي. ويعتبر أول مدون ينشر له ديوان شعري، كتب في جريدة الصوت، وله مدونة تهتم بالمفردات الكويتية القديمة، وهو ابن الناقد الفني وأستاذ اللغة العربي محمد مبارك الصوري، حاصل على شهادة من جامعة الكويت عام 1997، وشارك في أمسية ثقافية في مدرسة البيان في الكويت عام 2008.